# Charlaine Harris
Charlaine Harris (ur. 25 listopada 1951 w Tunica) – amerykańska pisarka.

## Życiorys
Początkowo pisała poezję, później, podczas studiów na Rhodes College w Memphis w stanie Tennessee tworzyła sztuki teatralne. Kilka lat po ukończeniu studiów zaczęła pisać powieści. Obecnie mieszka w Magnolia w stanie Arkansas ze swoim mężem i trojgiem dzieci.
Do jej najgłośniejszych publikacji należy cykl The Southern Vampire Mysteries opowiadający o Sookie Stackhouse – kelnerce-telepatce z Luizjany, na podstawie którego HBO nakręciło serial Czysta krew (True Blood).

## Twórczość

### Cykle

#### CyklAurora Teagarden
- Prawdziwe morderstwa (Real Murders, 1989)
- Kości niezgody (A Bone to Pick, 1992)
- Trzy sypialnie, jeden trup (Three Bedrooms, One Corpse, 1994)
- Dom Juliusów (The Julius House, 1995)
- Z jasnego nieba (Dead Over Heels, 1996)
- Łatwo  przyszło, łatwo poszło (A Fool And His Honey, 1999)
- Świadek ostatniej sceny (Last Scene Alive, 2002)
- Zabita na śmierć (Poppy Done to Death, 2003)
- Małe kłamczuchy (All the Little Liars, 2016)
- Słodkich snów (Sleep like a Baby), 2017

#### CyklLily Bard
- Czysta jak łza (Shakespeare's Landlord, 1996)
- Czyste szaleństwo (Shakespeare's Champion, 1997)
- Czyste intencje (Shakespeare's Christmas, 1998)
- Czyste sumienie (Shakespeare's Trollop, 2000)
- Czysty przypadek (Shakespeare's Counselor, (2001)

#### CyklSookie Stackhouse(The Southern Vampire Mysteries)
- Martwy aż do zmroku (Dead Until Dark, 2001) (otrzymała nagrodę Anthony Award w roku jej publikacji)
- U martwych w Dallas (Living Dead in Dallas, 2002)
- Klub Martwych (Dead Club, 2003)
- Martwy dla świata (Dead to the World, 2004)
- Martwy jak zimny trup (Dead as a Doornail, 2005)
- Definitywnie martwy (Definitely Dead, 2006)
- Wszyscy martwi razem (All Together Dead, 2007)
- Gorzej niż martwy (From Dead to Worse, 2008)
- Martwy i nieobecny (Dead and Gone, 2009)
- Dotyk Martwych (A Touch of Dead, 2009) (zbiór opowiadań dziejących się w świecie Sookie Stackhouse)
- Martwy w rodzinie (Dead in the Family, 2010)
- Martwy wróg (Dead Reckoning, 2011)
- Pułapka na martwego (Deadlocked, 2012)
- Na zawsze martwy(Dead Ever After (maj 2013)
- After Dead: What Came Next in the World of Sookie Stackhouse (październik 2013) – w Polsce nie została do tej pory wydana.

#### CyklHarper Connelly
- Grobowy zmysł (Grave Sight, 2005)
- Grób z niespodzianką (Grave Surprise, 2006)
- Lodowaty grób (An Ice Cold Grave, 2007)
- Grobowa tajemnica (Grave Secret, 2009)

### Pozostałe powieści
- Sweet and Deadly (1980)
- A Secret Rage (1984)